# Apollonius redivivus seu restituta Apollonii Pergaei Inclinationum geometria
Apollonius redivivus seu restituta Apollonii Pergaei Inclinationum geometria (hrvatski: Oživljeni Apolonije ili obnovljena geometrija priklona Apolonija iz Perge) djelo je u dva sveska hrvatskoga matematičara i fizičara iz Dubrovnika Marina Getaldića. Napisao ga je na latinskom jeziku. Objavio ga je 1607. – 1613. godine.
U ovom je djelu obnovio djelo Apolonija iz Perge o priklonima. Primijenio je sintetičku metodu da bi obnovljeno djelo bilo što vjernije izgubljenom izvorniku.